# Vi (helgedom)
Vi (fsv. wī, isl. vé, n.) är en gammal benämning på en nordisk förkristen helgedom. 

## Etymologi
Ordet vi är nära besläktat med verbet viga (isl. vígja), och anger att platsen var invigd och helgad åt en viss gudom. Såväl substantivet vi som verbet viga utgår från ett samgermanskt adjektiv *wīhaz, på gotiska weíhs, och som även ingår i det tyska Weihe, på fornhögtyska wīhī ’helighet’, och en rad sammansättningar på weih-.

## Ortnamn
Vi är också ett vanligt element i svenska ortnamn, som Viby och Ullevi.

## Personkaraktäristik
Den isländska formen vé föreligger även i uttrycket varg i veum (isl. vargur í véum), där "veum" är dativ pluralform. "Varg" avser här inte djuret ’ulv’ (Canis lupus), utan en förbrytare; jfr det tyska verbet würgen ’strypa’.